# Japonogaster
Japonogaster is een monotypisch geslacht van schimmels behorend tot de familie Agaricaceae. Het geslacht bevat alleen Japonogaster oohashianus.